# لاتریت
لاتریت نوعی خاک حاوی مقدار زیادی آهن و آلومینیوم است که در مناطق گرم و مرطوب گرمسیری شکل می‌گیرد.

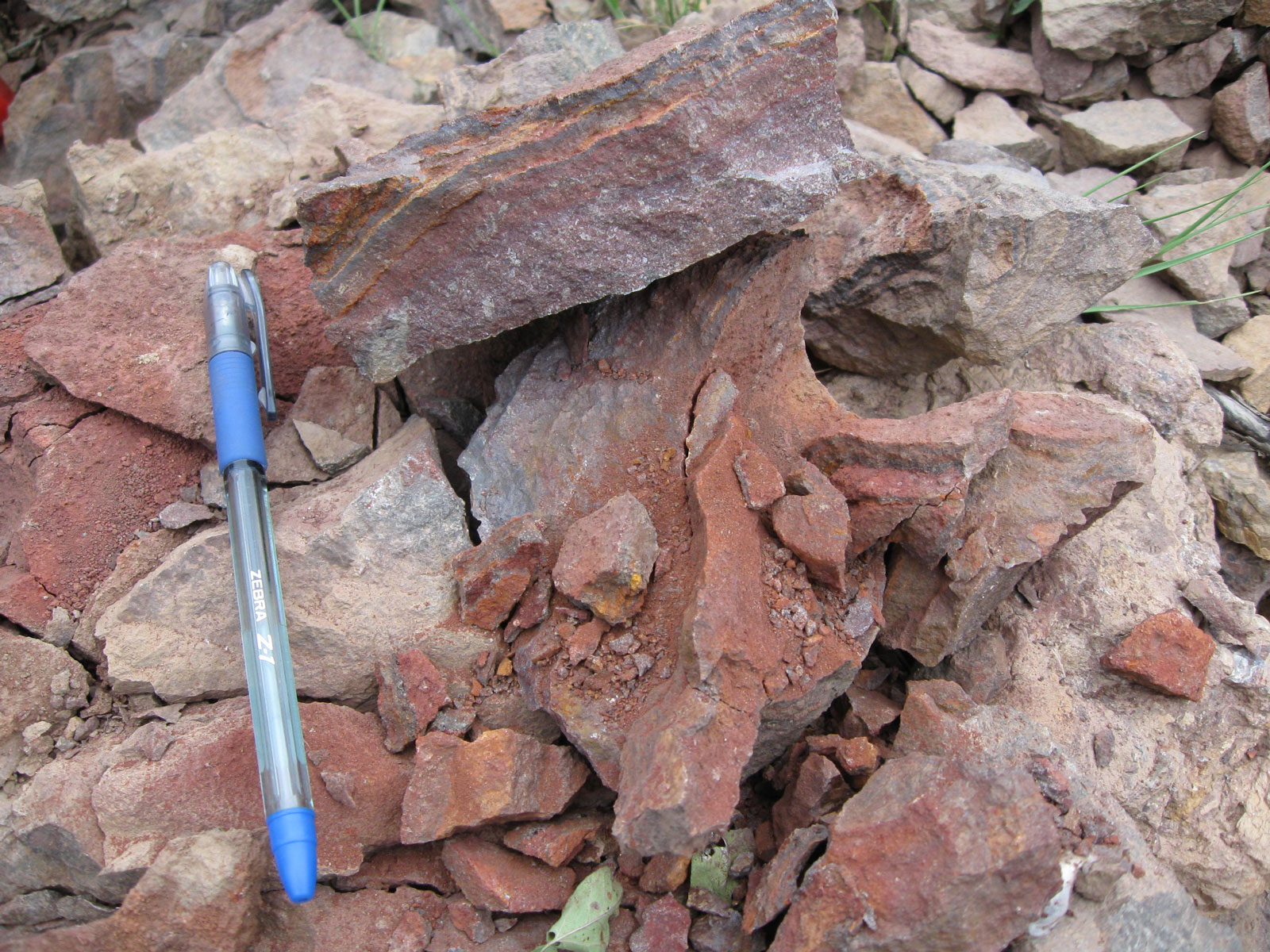
لاتریت

لاتریت خاک شدیداً هوازده‌ای است که محلول از آن خارج شده است.
خاک باقی‌مانده از کانی‌های با حلالیت خیلی پائین مانند اکسید آلومینیوم و هیدروکسید آلومینیوم و اکسید آهن غنی است. در این خاک‌ها سیلیکات رس و دانه‌های ماسه‌ای کوارتز به مقدار کم وجود دارد که گاهی نیز اصلاً" وجود ندارد.
بیشتر زمین‌های لاتریتی بین مدار رأس‌السرطان و مدار رأس‌الجدی قرار گرفته‌اند.